# 滋賀県民信用組合
滋賀県民信用組合（しがけんみんしんようくみあい）は、滋賀県大津市に本店を置く信用組合。現在の業態としては地域信用組合だが、設立当初は運輸業・観光業の関係者を対象にした業域信用組合であった経緯などから滋賀交通グループとの関係が深く、本店も滋賀交通本社ビル内に入居している（ほか、支店のいくつかも同グループ関連企業の営業拠点に隣接している）。また、県内には名称が類似した滋賀県信用組合もあり、混同には注意を要する。ATMでは、しんくみ お得ねっと提携信用組合のカードによる出金は自組合扱いとなる。

## 沿革
- 1969年7月 滋賀県運輸観光業信用組合として設立。
- 1984年6月 滋賀運観信用組合に改称。
- 1985年4月 滋賀県民信用組合に改称。
- 2022年6月 滋賀銀行出身の今井悦夫が理事長に就任。

## 店舗
2009年9月30日現在
★：括弧内は店舗コード
- 本店（001）/滋賀県大津市梅林一丁目3-10
- 水口支店（002）/滋賀県甲賀市水口町松栄1-21
- 草津支店（003）/滋賀県栗東市小柿八丁目7-1
- 八日市支店（004）/滋賀県東近江市八日市町4-1
- 彦根支店（005）/滋賀県彦根市西今町58
- 長浜支店（006）/滋賀県長浜市平方町313